# Léon Rossi
Léon Rossi (* 2. November 1923 in Villefranche-sur-Mer; † 20. März 2007 ebenda) war ein französischer Fußballspieler und -trainer.

## Karriere

### Zeit bei Nizza (bis 1952)
Der 170 Zentimeter große Rossi, der meist im defensiven Mittelfeld aufgeboten wurde, begann das Fußballspielen in seiner Heimatstadt beim FC Villefranche-sur-Mer, ehe er 1941 ins benachbarte Nizza zum OGC Nizza wechselte. Bei diesem rückte er 1943 in die erste Mannschaft auf, die bedingt durch den Zweiten Weltkrieg nur an der inoffiziellen Austragung der Meisterschaft teilnehmen konnte. Gleichzeitig war er während der bis 1944 andauernden Besatzung durch deutsche Truppen für die französische Widerstandsbewegung tätig. Seine Arbeit als Schreiner gab er hingegen auf, um sich dem Fußball widmen zu können. Als der reguläre Spielbetrieb 1945 wieder anlief, trat Rossi mit seinem Klub in der zweithöchsten französischen Spielklasse an. Zunächst war er unangefochtener Stammspieler, büßte diese Rolle aber in der Spielzeit 1946/47 wieder ein und musste miterleben, wie sich die Mannschaft nur knapp vor dem Abstieg retten konnte. Anschließend wurde er wieder regelmäßig aufgeboten und gewann mit der Elf 1948 die Zweitligameisterschaft, die zugleich zum Aufstieg in die oberste nationale Liga berechtigte. Auch wenn er weiterhin keinen gesicherten Platz im Team hatte, gehörte er zu einer Zeit, in der Ein- und Auswechslungen noch nicht möglich waren, in den meisten Fällen der Startelf an und wurde sowohl 1951 als auch 1952 mit Nizza französischer Meister. Zudem gelang der Mannschaft der Einzug ins Pokalendspiel 1952, doch Rossi selbst stand nicht auf dem Platz, als sich seine Kameraden durch einen 5:3-Sieg gegen Girondins Bordeaux den Titel sicherten. 

### Spieler verschiedener Klubs (1952–1955)
Direkt im Anschluss an den Titelgewinn 1952 kehrte er der Liga komplett den Rücken und wechselte zum Zweitligisten FC Toulouse. Bei diesem zählte er zu den Leistungsträgern und erreichte 1953 zum zweiten Mal in seiner Laufbahn den Gewinn der Zweitligameisterschaft und zugleich den Aufstieg. Den Gang in die Erstklassigkeit trat er jedoch nicht an, da er Toulouse nach lediglich einem Jahr wieder verließ und zum zweitklassig antretenden Hauptstadtklub Red Star Olympique aus Paris wechselte. Obwohl er auch dort unangefochten war, wenngleich er den Aufstieg verpasste, folgte 1954 sein nächster Wechsel, als er beim Ligarivalen Stade Rennes UC unterschrieb. Bei den Bretonen war er vornehmlich im Mittelfeld an der Seite von Jean Cueff gesetzt und gehörte einer Mannschaft an, die sich 1955 nach einer erfolgreichen Aufstiegsrunde für die erste Liga qualifizierte. Ein weiteres Mal ging Rossi nicht mit in die Eliteklasse, sondern fand im Zweitligisten AS Cannes einen neuen Arbeitgeber.

### Zeit als Spielertrainer (1955–1960)
Bei Cannes führte er von 1955 an als Spielertrainer die Funktion eines Trainers aus, während er gleichzeitig als Akteur auf dem Platz stand. 1957 beendete der Spieler, der neben seiner angestammten Position im Mittelfeld zeitweilig auch in der Abwehr Verantwortung übernahm, mit 33 Jahren nach 100 Erstligapartien mit fünf Toren sowie 202 Zweitligapartien mit 21 Toren seine Profilaufbahn und gab zeitgleich sein Traineramt bei Cannes auf. Er ging zum Amateurverein ESA Brive, wo er in derselben Rolle angestellt wurde. 1960 hörte er mit dem Fußballspielen auf, blieb dem Verein aber als Trainer erhalten. Einen Einsatz für die Nationalelf seines Landes hatte er während seiner Spielerkarriere nie absolvieren können.

### Trainerlaufbahn (1960–1980)
Rossi blieb in Brive, bis er im Sommer 1961 ein Angebot des Pariser Erstligisten Stade Français erhielt und den dortigen Posten auf der Trainerbank übernahm. Nachdem sich der Klub bereits in der Spielzeit 1962/63 in Abstiegsgefahr befunden hatte, folgte in der nachfolgenden Saison ein schlechter Start und der Übungsleister wurde nach nur einem Sieg aus sieben Partien im Oktober 1963 entlassen. 
Im Januar 1969 erfolgte seine Rückkehr zu seinem Ex-Verein OGC Nizza, bei dem er César Héctor González beerbte und den Abstieg aus der Erstklassigkeit abwenden sollte. Obwohl ihm dies nicht gelang, behielt er sein Amt und führte die Mannschaft 1970 zum Wiederaufstieg. Im Oktober 1971 wurde er trotz eines ordentlichen Saisonstarts ohne Vorankündigung durch Jean Snella ersetzt, blieb dem Verein aber in einer Rolle als Co-Trainer erhalten. Zu Beginn des Jahres 1977 wurde er ein weiteres Mal zum Cheftrainer von Nizza und führte die Elf ins Pokalfinale 1978, das allerdings mit einer 0:1-Niederlage gegen die AS Nancy endete. Im Sommer 1978 tauschte er mit seinem bisherigen Assistenten François Ferry die Positionen und wurde ein Jahr darauf erneut zum Cheftrainer berufen. Er bewahrte die Mannschaft vor dem Abstieg, ehe er sich 1980 mit 56 Jahren für eine Beendigung seiner Trainerlaufbahn entschied. Zuvor war ihm mit der Verpflichtung des von zahlreichen Vereinen umworbenen Talents Daniel Bravo ein letzter großer Erfolg gelungen. Den Ruhestand verbrachte er in seinem Heimatort Villefranche-sur-Mer, wo er 2007 im Alter von 83 Jahren starb.